# 10世纪南京
|        | 南京历史 |
| 世纪： | 4世纪南京 \| 5世纪南京 \| 6世纪南京 \| 7世纪南京 \| 8世纪南京 \| 9世纪南京 \| 10世纪南京 \| 11世纪南京 \| 12世纪南京 \| 13世纪南京 \| 14世纪南京 \| 15世纪南京 \| 16世纪南京 |

南京于：901年-905年，为唐朝上元县；905年-914年，为杨吴上元县；914年-920年，为杨吴昇州城，辖上元、江宁等县；920年-937年，为杨吴金陵府（936年为杨吴西都）；937年，为杨吴江宁府；937年-975年，为南唐都城江宁府（961年曾短暂迁都南昌府）；975年-1000年，为北宋昇州。

## 大事记

### 900年代
- 905年，杨行密受封吴王，都扬州，昇州为杨吴之地；昇州置城隍庙、晋元帝庙。
- 906年，昇州刺史秦裴用火药攻克洪州。
- 909年，徐温假子徐知诰为昇州防遏兼楼船副使，经营其地，寻迁昇州刺史。

### 910年代
- 910年，五月，授徐知诰昇州副使，知州事。
- 911年，杨隆演任命徐温为昇州刺史，于金陵训练水军。
- 912年，五月，徐知诰因平定李遇有功，升为昇州刺史。
- 914年，徐知诰于今南京城南“始城昇州，十四年五月，城成”，“治城市府舍甚盛”，“府库充实，城壁修整”。
- 917年，徙镇海军治所至昇州，置昇州大都督府，析上元县西南十九乡、当涂县北二乡置江宁县，与上元县皆设治昇州城。

### 920年代
- 920年，七月，改昇州大都督府为金陵府，任徐温金陵尹；十二月，金陵城成，于冶城故址建紫极宫。

### 930年代
- 931年，十一月，徐知诰归政金陵，总掌朝政。
- 932年，扩建金陵城，“周围二十里”，培厚城垣，筑羊马墙，开濠二十五里，称杨吴城濠，缮府治为宫，徙都统府于台城，改筑金陵府治为宫城，以待吴帝迁都；作礼贤院于府舍，延士大夫。
- 935年，十月，徐知诰进大元帅，封齐王，统昇州等十州，旋建金陵大元帅府，置六部。
- 936年，十一月，杨溥诏以金陵为杨吴西都，旋即作罢；十二月，后晋卢文进率部渡淮至金陵。
- 937年，正月，改金陵府为江宁府，增六合等辖县而统十县；十月，徐知诰夺取杨吴帝位，改国号唐，于金陵称帝，都江宁府，改元昇元 ，以金陵府舍为皇宫，更姓名为李昪。
- 938年，建国子监于秦淮河镇淮桥北。
- 939年，作南郊行宫千间，设北郊玄武湖西，归放诸州所献珍禽奇兽于蒋山。

### 940年代
- 941年，遣使巡行民田，定科赋之法。
- 942年，江宁大水，秦淮河溢。
- 943年，二月，建康大火，李昪卒；三月，子李璟即位，改元保大；十一月，李昪葬于南郊祖堂山下钦陵；张遇贤率众十余万起义，败斩于江宁；设翰林国画院。
- 944年，建百尺楼、绮霞阁于宫中，召群臣观之。

### 950年代
- 950年，改长庆寺为奉先禅院，修复栖霞寺佛塔。
- 952年，遭遇连续三年大旱。
- 956年，四月，后周赵匡胤屯兵六合，败南唐李景达部。
- 958年，正月，改元中兴；三月，改元交泰；南唐求和而臣服于后周，割江北14州、60县，岁输贡物；李璟自削帝号，易璟为景，自称“国主”，改奉后周正朔，帝王仪制各项皆有降损；祖文益卒。
- 959年，修葺江宁等诸州城；李从嘉居东宫，开崇文馆招贤；以洪州为南昌府而建南都。

### 960年代
- 960年，南唐铸唐国通宝，寻罢。
- 961年，二月，李璟迁都南都；六月，李璟死于南都；七月，李从嘉嗣，易名李煜，还都江宁；南唐改用宋年号；罢诸道屯田务归本州县；置龙翔军以习水战。
- 963年，正月，李璟归葬祖堂山顺陵；六月，李煜命数千禁旅习战于新池，亲临观之；大周后补缀而成《霓裳羽衣曲》。
- 964年，南唐始通新铸铁钱。
- 967年，韩熙载遭贬谪，遂疏狂而自放，寻复职，其间顾闳中奉诏夜探韩府而绘《韩熙载夜宴图》。
- 968年，宫人窅娘奉命缠足舞于金莲之上，传此后成习俗；民饥，宋赐江南米。

### 970年代
- 970年，南唐大修佛寺。
- 974年，南唐第五次修建江宁城，经历次增修，城周“二十五里四十四步”，“夹淮带江，以尽地利”，秦淮河亦入城内；十月，宋攻南唐；十二月，江宁城戒严。
- 975年，正月，宋将曹彬败南唐军于白鹭洲，遂攻江宁城，史称秦淮河之战；十一月，城破，曹彬按赵匡胤严令禁暴行，凡府库图籍、书画院作品及画家、学人等，一概完好北送汴京；李煜降，君臣北上；宋降江宁府为昇州，为江南东路治，统上元、江宁、溧水等五县。

### 980年代
- 988年，可政法师于终南山迎请玄奘顶骨至昇州古长干寺。